# الحكومة الشعبية المركزية

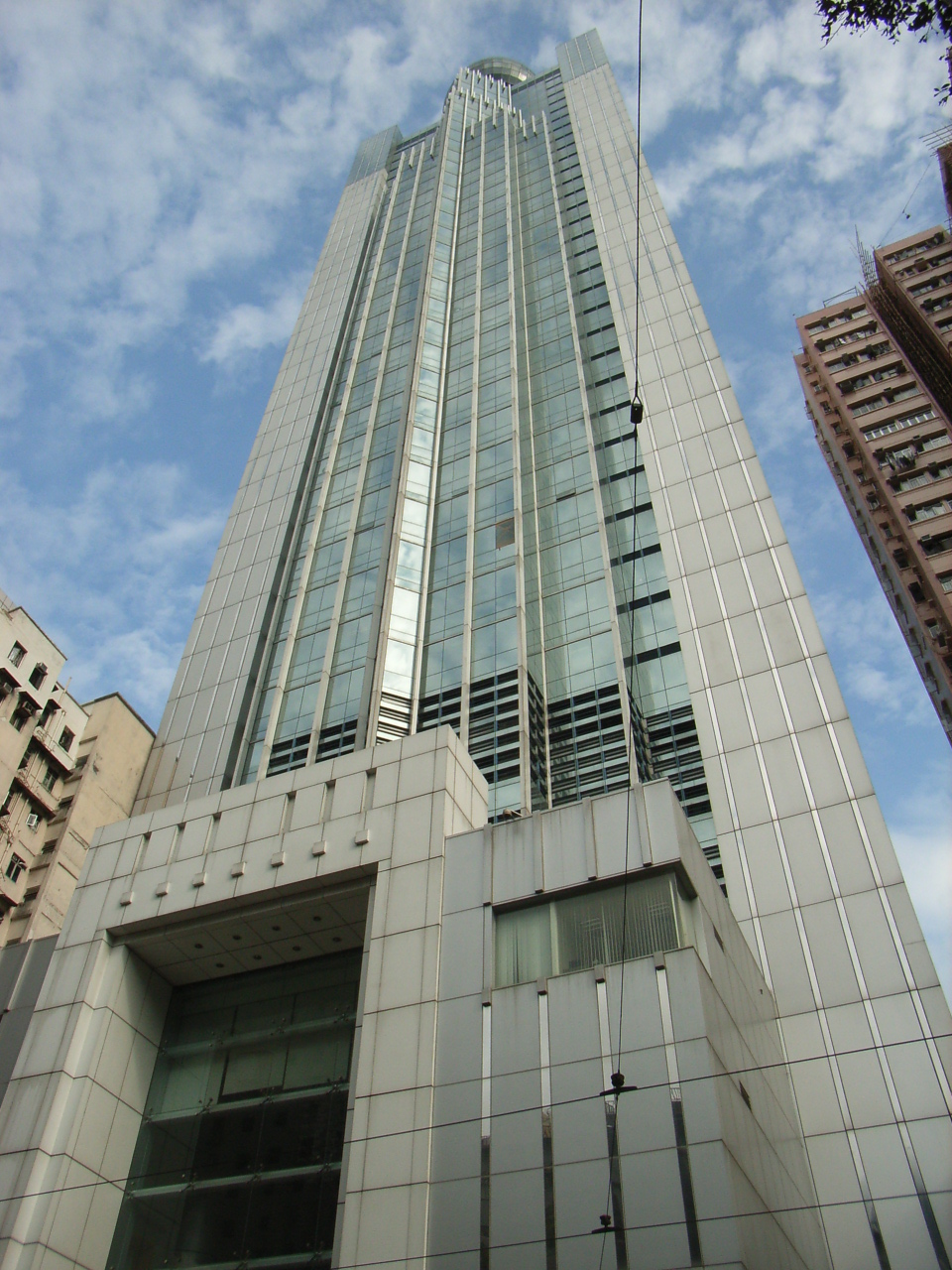
أحد مقرَّات الحكومة الشعبية المركزية الثانوية، في منطقة هونغ كونغ الإدارية الخاصة التابعة للصين.

الحكومة الشعبية المركزية (بالصينية: 國務院) هي مجلس الوزراء في جمهورية الصين الشعبية منذ عام 1954. يترأس الحكومة الشعبية رئيس الوزراء الصيني، وتتضمَّن الحكومة رؤساء كل قسم حكومي ووكالة حكومية هامَّة. يضمُّ مجلس الحكومة الشعبية حالياً نحو 35 شخصاً، بينهم رئيس الوزراء ونائبه، وخمس أعضاء بالحكومة الشعبية، و25 وزيراً ورئيساً لوكالة حكومية بارزة. تشكّل الحكومة الشعبية المركزية في سياسة الصين واحدةً من ثلاث سلطاتٍ عليا متداخلة، فيما أن السلطتين الأخرى ين هما الحزب الشيوعي الصيني وجيش التحرير الشعبي. تشرف هذه الحكومة مباشرةً على سير العمل في مختلف الحكومات الشعبية الثانوية بولايات الصين العديدة، فيما تحتفظ بمركزها القويّ مع الحزب الشيوعي الصيني، لتشكّل سلطةً مركزية قوية.